# Inconceivable (2008)
Inconceivable ist eine kanadische Filmkomödie aus dem Jahr 2008. Regie führte Mary McGuckian, die auch das Drehbuch schrieb und den Film mitproduzierte.

## Handlung
Dr. Jackson Freeman führt in Las Vegas eine Klinik, in der er künstliche Befruchtungen vornimmt. Zu seinen Kundinnen gehören die verheiratete Lottie Du Bose wie auch die Lesbe Elsa Gold. Frances Church-Chappel will einen Sohn bekommen, der das Vermögen ihres Mannes erben würde. Acht Frauen stellen nach einigen Wochen fest, dass die geborenen Kinder ähnlich sind und vermutlich denselben Vater haben.
Dr. Freeman wird verdächtigt, bei den Frauen eigenes Sperma verwendet zu haben. Die Journalistin Tallulah Williams recherchiert über die Geschichte. Der Fall wird vor Gericht verhandelt.

## Hintergrund
Der Film wurde in Las Vegas und in London im August und September 2007 gedreht. Er wurde von dem Unternehmen New Films International produziert. Die Weltpremiere fand am 18. Juni 2008 auf dem italienischen Taormina Film Festival statt.